# سووانا فوما

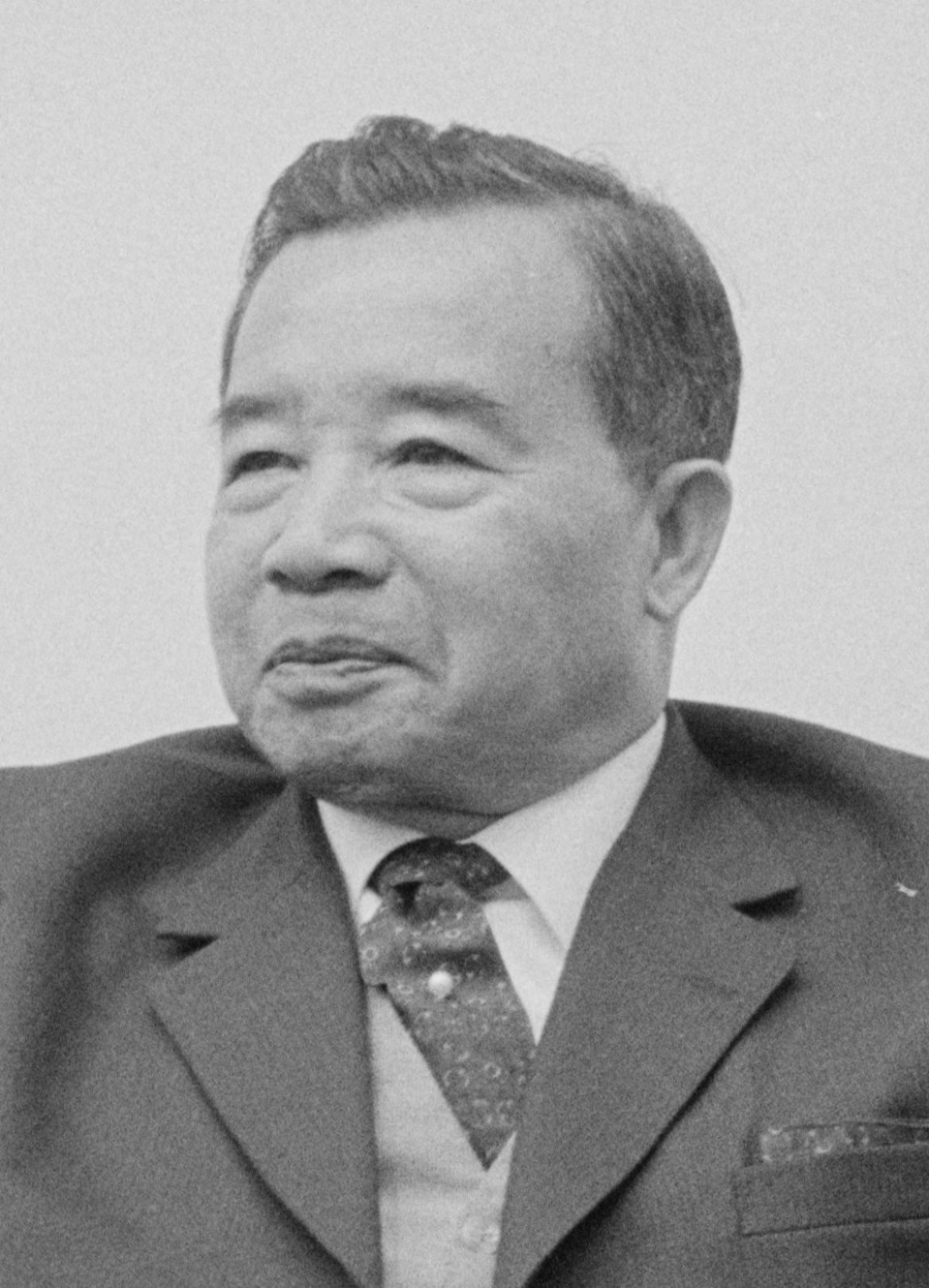
سووانا فوما

سووانا فوما (به انگلیسی: Prince Souvanna Phouma)‏ (زاده ۷ اکتبر ۱۹۰۱ – درگذشته ۱۰ ژانویه ۱۹۸۴) شاهزاده و سیاستمدار اهل لائوس بود.
سووانا فوما در دوره‌های متعدد نخست‌وزیر این کشور بود. او در چهار دوره، ابتدا از ۱۹۵۱ تا ۱۹۵۴، سپس از ۱۹۵۶ تا ۱۹۵۸، سپس چند ماه در سال ۱۹۶۰ و بالاخره از سال ۱۹۶۲ تا ۱۹۷۵ این سمت را دارا بود.
او در اولین دوران نخست‌وزیری خود در مذاکره با فرانسه، معاهدهٔ استقلال لائوس را امضا کرد و به این وسیله استقلال لائوس را کسب کرد.

## زندگی
او که برادرزادهٔ شاه سیسوانگ ونگ بود در لوانگفرابانک به دنیا آمد و تحصیلات خود را در هانوی، ویتنام و فرانسه در رشتهٔ مهندسی ادامه داد.
او در اوایل دههٔ ۵۰ برای نخستین بار به نخست‌وزیری رسید و در این دوران بود که معاهدهٔ استقلال لائوس را در سال ۱۹۵۳ با فرانسوی‌ها امضا کرد.